# Ніколаєвський (Новосибірська область)
Ніколаєвський (рос. Николаевский) — селище у Кочковському районі Новосибірської області Російської Федерації.
Входить до складу муніципального утворення Єрмаковська сільрада. Населення становить 51 особа (2010).

## Історія
Згідно із законом від 2 червня 2004 року органом місцевого самоврядування є Єрмаковська сільрада.

## Населення
| 2002 | 2007 | 2010 |
| ---- | ---- | ---- |
| 103  | ↘85  | ↘51  |